# Nijō Masatsugu
Nijō Masatsugu (二条 政嗣) (1443 - 1480), fils du régent Nijō Mochimichi, est un noble de cour japonais (kugyō) de l'époque de Muromachi (1336–1573). Il exerce la fonction de régent kampaku de 1470 à 1476. Il est le père du régent Nijō Hisamoto.